# Molophilus distinctissimus
Molophilus distinctissimus är en tvåvingeart som beskrevs av Alexander 1931. Molophilus distinctissimus ingår i släktet Molophilus och familjen småharkrankar. Inga underarter finns listade i Catalogue of Life.